# كرونشتات أوريون
الطائرة بدون طيار أوريون (بالإنجليزية: Orion)‏ هي درون استطلاعي لرحلات متوسطة الارتفاع وطويلة الأمد. تم تطويرها للقوات الجوية الروسية والبحرية والقوات الخاصة. والدرون مدعوم بمروحة دافعة يديرها محرك نمساوي الصنع. وعلى الرغم من تخصيصها لمهام الاستطلاع الجوي والدوريات في البداية، إلا أنه قد تم تطوير نسخ قتالية منها فيما بعد.

وعلاوة على استخداماتها العسكرية، فقد تم تعديل نسخة منها للأغراض المدنية. 

وقد طورت كرونشتات وحدة القنابل الموجهة الخاصة بها من أجل النسخة القتالية أوريون-إي Orion-E وذلك لرفع الأداء القتالي للمركبة.

## التصميم والتطوير
تم تصنيف درون أوريون على أنه مركبة جوية متوسطة المدى. من المفترض أن الحد الأقصى لمدة رحلتها لا تقل عن 24 ساعة، بينما يمكنها الطيران على ارتفاع أقصى يبلغ حوالي 8000 متر. ووفقاً لمشروع الطائرة بدون طيار، يفترض أن وزن أوريون حوالي 1 طن.
في عام 2015، كشف نيكولاي ليبيديف -الرئيس السابق لمجموعة ترانساس جروب Transas Group- عن بيانات حول خصائص الدرون في معرض ماكس الجوي 2015. إزداد وزن إقلاع الدرون إلى 1200 كجم، بينما بلغ وزن حمولته 300 كجم. وبحسب البعض قد يعمل 24 ساعة على الأقل، وعلى ارتفاعات تصل إلى 8000 متر.

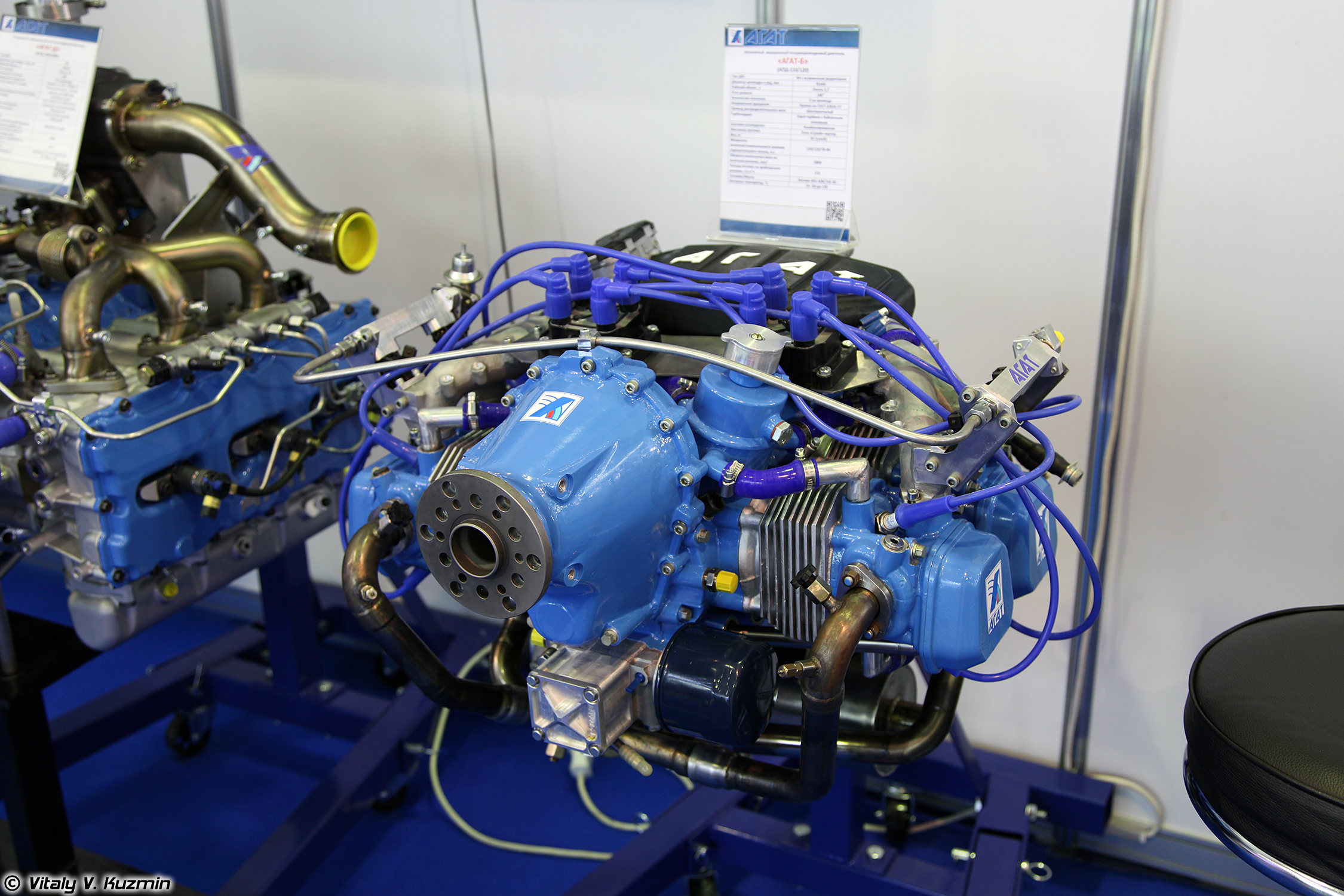
محرك أجات Agat-B APD-110/120

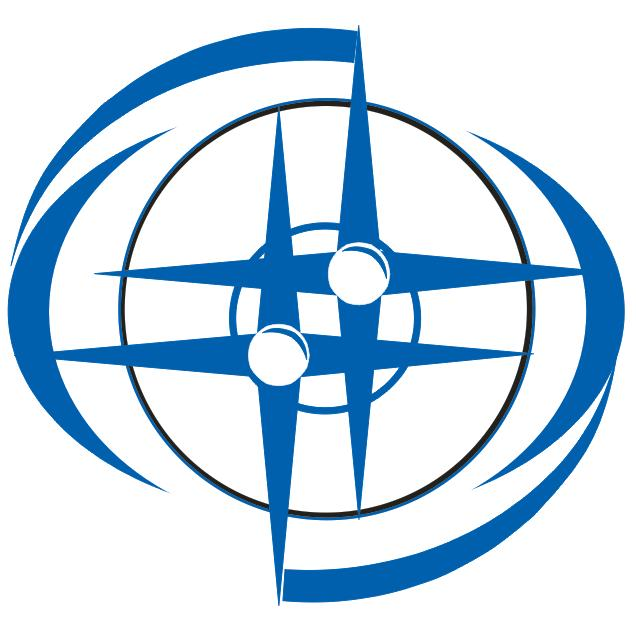
شعار الشركة الروسية إيروسيلا Aerosila صانعة مراوح الدفع

في معرض الأسلحة الدولي للجيش 2018، عرضت مجموعة كرونشتات جروب نظامًا للتحكم في تسليح الطائرات بدون طيار ونموذج أولي للذخيرة -من تطويرها)- بوزن يصل إلى 50 كجم، ويمكن تجهيزها برؤوس حربية مختلفة. وقد صرح أحد المصادر لوكالة تاس إنه في عام 2018 تم اختبار قدرة درون أوريون على استخدام القنابل الجوية، لكن المصدر لم يحدد أنواع الذخيرة. وبحسب نفس المصدر، فقد تم استخدام الطائرة المسيرة في سوريا دون استخدام تسليحها.

وفي معرض ماكس الجوي 2019، قال كبير مصممي مجموعة كرونشتات لوكالة تاس أن درون أوريون كان في المرحلة الأخيرة من التجارب وأن وزارة الدفاع الروسية ستحصل على واحدة من هذه المركبات الجوية غير المأهولة قبل نهاية العام.

وفي أوائل نوفمبر، علمت تاس من أحد مصادرها، إن درون أوريون دخل الخدمة التجريبية مع قوة الفضاء الروسية.

### الدفع
المعلومات المتوفرة عن المحرك قليلة، وتنحصر في أنه ينتج 116 حصاناً، وهو ما يكفي للوصول بدرون أوريون إلى سرعة 120 كم/ساعة. ويُعتقد أن النماذج الأولية التشغيلية تعتمد على محركات روتاكس Rotax 912/914 المتوفرة تجاريًا والتي تم تحديثها للحصول على أداء أفضل على الارتفاعات العالية. وبمرحلة الإنتاج التسلسلي، سيتم دمج المحركات الروسية آجات Agat/TsIAM APD-110/120 والتي تدير مروحة الدفع إيروسينال Aerosila AV115 ذات القطر 1.9 متر.

وفي مقال لموقع «سبوتنيك» بتاريخ 5 فبراير 2021، كشف مدير عام معهد أبحاث صناعة محركات الطائرات -ميخائيل جوردين- عن حاجة الطائرات المسيرة إلى محركات مكبسية. كما صرح بتوقعاته عن اقتراب ظهور عدد كبير من المحركات المكبسية من صنع روسي تبلغ قوتها 50 و80 و150 و200 و500 حصان، والتي يمكن استخدامها كمحركات لطائرات مسيرة للخدمة بالقوات المسلحة الروسية.

## النسخ
في البداية، كان المستهدف هو بناء درون بنسخة استطلاع قادرة على مسح مناطق كبيرة ليلًا ونهاراً، بالإضافة إلى توفير مُعيّن للأهداف الأرضية المكتشفة. ولينطلق الدرون من مدرج يبلغ طوله900 متر، مع حمولة نموذجية تبلغ 60 كجم، ويمكنه التسكع لمدة 24 ساعة على ارتفاعات تصل إلى 7500 متر.

يمكن تجهيز الدرون برادار من فئة Phazotron-NIIR MF-2 ذو النطاق X لرسم الخرائط واكتشاف الهدف. ويمكن لمعدات المهمة معالجة صورة الرادار بسرعة كيلومتر مربع واحد في الثانية. ومن جهة أخرى، يمكن تجهيز الدون بشكل مغاير، وذلك لمهام استخبارات الإشارات Sigint ومهام استخبارات الاتصالات Comint، وغيرها من المهام، مع حمولة قصوى تبلغ 200 كجم.

وثم قامت مجموعة كرونشتات ببناء نسخة مسلحة قادرة على حمل قنابل تزن 25 و 50 كجم.

### أوريون-إي Orion-E
هي نسخة قتالية من درون أوريون، تحلق أيضاً على ارتفاعات متوسطة، ويبلغ وزن الإقلاع الأقصى لدرون أوريون-إي المعدلة 1000 كجم، ويمكن أن تنطلق بحمولة قصوى تصل إلى 200 كجم، بما في ذلك أربع قنابل جوية تزن 50 كجم. وتجدر الإشارة إلى أن كرونشتات طورت وحدة القنابل الموجهة الخاصة بها من أجل زيادة الأداء القتالي لدرون أوريون-إي.

وتتميز تجهيزات أوريون-إي الالكتروضوئية بجهازين للتصوير الحراري، وكاميرا تلفزيون بزاوية عريضة، وجهاز تحديد المدى/محدد الهدف بالليزر. ويمكن تعزيز هذا الجناح بأجهزة استشعار إضافية، بما في ذلك نظام استخبارات إلكتروني أو كاميرا صور عالية الدقة أو رادار. يبلغ الحد الأقصى لارتفاع طيران أوريون-إي المُحدث 7500 متر، ويصل مداه إلى 250 كم وقدرة تحمل 24 ساعة.

ولم تعد موسكو تخفي العمل القتالي للدرون في سوريا، ضد «مجموعات إرهابية» و «قطاع طرق مسلحين غير شرعيين». ويتم نشر مقاطع فيديو -بانتظام- تصور الدرونات الروسية في سماء محافظة إدلب - لكن موسكو تشارك التفاصيل فقط مع المهتمين بشراء المنتج. وقد تم تطوير النسخة المسلحة لتصل حمولتها القتالية من 200 إلى 250 كجم، وتتألف من قنابل بوزن 50 أو 100 كجم، من ذات السقوط الحر أو الموجهة. وبدأ المهندسون العمل على توسيع الترسانة باستخدام صاروخ فيخر-1في Vikhr-1V الموجه بالليزر المضاد للدبابات.

#### مقارنة
عرض لبعض خصائص النسخة أوريون ومقارنتها مع نظيراتها بالنسخة أوريون-إي.
| المواصفات    | أوريون      | أوريون-إي (نسخة تصديرية) |
| ------------ | ----------- | ------------------------ |
| الطول        | 8 متر       |                          |
| باع الجناحين | 16.2 متر    |                          |
| الارتفاع     | 3.1 متر     |                          |
| أقصى حمولة   | 350 كجم     | 350 كجم                  |
| أقصى وزن     | 1100 كجم    | 1200 كجم                 |
| السرعة       | 250 كم/ساعة | 250 كم/ساعة              |
| سقف الخدمة   | 8000 متر    | 5700 متر                 |
| طول المدرج   | 800 متر     |                          |
| مدة الرحلة   | 24 ساعة     | 60 ساعة                  |

### أوريون-2
تم تصميم هذه النسخة -والتي تعرف أيضاً باسم سيريوس Sirius- للقيام بدوريات جوية في الأراضي الوطنية الروسية الكبيرة، بما في ذلك المناطق الاقتصادية الخالصة في القطب الشمالي ومياه المحيط الهادئ. وبالإضافة إلى ذلك، يمكنه تنفيذ «تسليم البضائع السريع» إلى مدارج أطول من 1800 متر.
عند التحليق على ارتفاع يصل إلى 12000 متر، وبسرعة 295 كم/ساعة، يمكن للطائرة غير المأهولة أن تحمل حمولة طن واحد على مدى 10000 كيلومتر أو أن تتجول لأكثر من 40 ساعة.

## التصدير
فازت شركة روس أوبورون إكسبورت -مُصدِّر الأسلحة الحكومي- بعدة عقود للتصدير، وامحصرت طلبات العملاء في نسخة الاستطلاع غير المسلحة. والتي حصلت على تصريح تصدير في عام 2017.

## حوادث
في نوفمبر من سنة 2019، تحطم درون أوريون بالقرب من منطقة سكنية في بلدة ليستفيانكا في منطقة ريازان. وقد شارك فريق من مجموعة كرونشتات مع أعضاء قسم التحقيق في إدارة النقل بموسكو، في محاولة استجلاء ملابسات الحادث.

## روابط خارجية
- أوريون-إي من حساب شركة كرونشتات على موقع يوتيوب